# Kristián Kóstov
Kristián Konstantínov Kóstov (en ruso: Кристиа́н Константи́нов Ко́стов; Moscú, Rusia, 15 de marzo de 2000), más conocido como Kristián Kóstov, es un cantante búlgaro-ruso. Saltó a la fama tras ser finalista en el programa The Voice Kids Rusia y tras ser subcampeón en The X Factor Bulgaria. Asimismo, fue el representante de Bulgaria en el Festival de la Canción de Eurovisión 2017 con la canción «Beautiful Mess», quedando en segunda posición con 615 puntos. Sus fanes se identifican con el logo "TeamKris".

## Biografía

### Inicios
Nacido en la capital rusa, el 15 de marzo del 2000. Su padre, Konstantin, proviene de Bulgaria y su madre, Zaura, proviene de Kazajistán. Tiene tres hermanos. Hizo primaria en la Escuela Número 1448 de Moscú. Desde una temprana edad había querido dedicarse al mundo de la música. A los seis años de edad se integró en el popular grupo infantil Neposedi.
También durante esa época comenzó su carrera en solitario, llegando a concursar en diversas competiciones y festivales. Entre ellos se encuentran el Sound Kids que ganó en 2011, el A New Wave for Children que quedó séptimo en 2012, o el School of Music que quedó tercero. Además, fue alumno del prestigioso centro Jazz Parking, en el cual fue desarrollando aún más sus aptitudes musicales y tuvo como profesor al artista Alexey Batychenko.

### 2014-2016

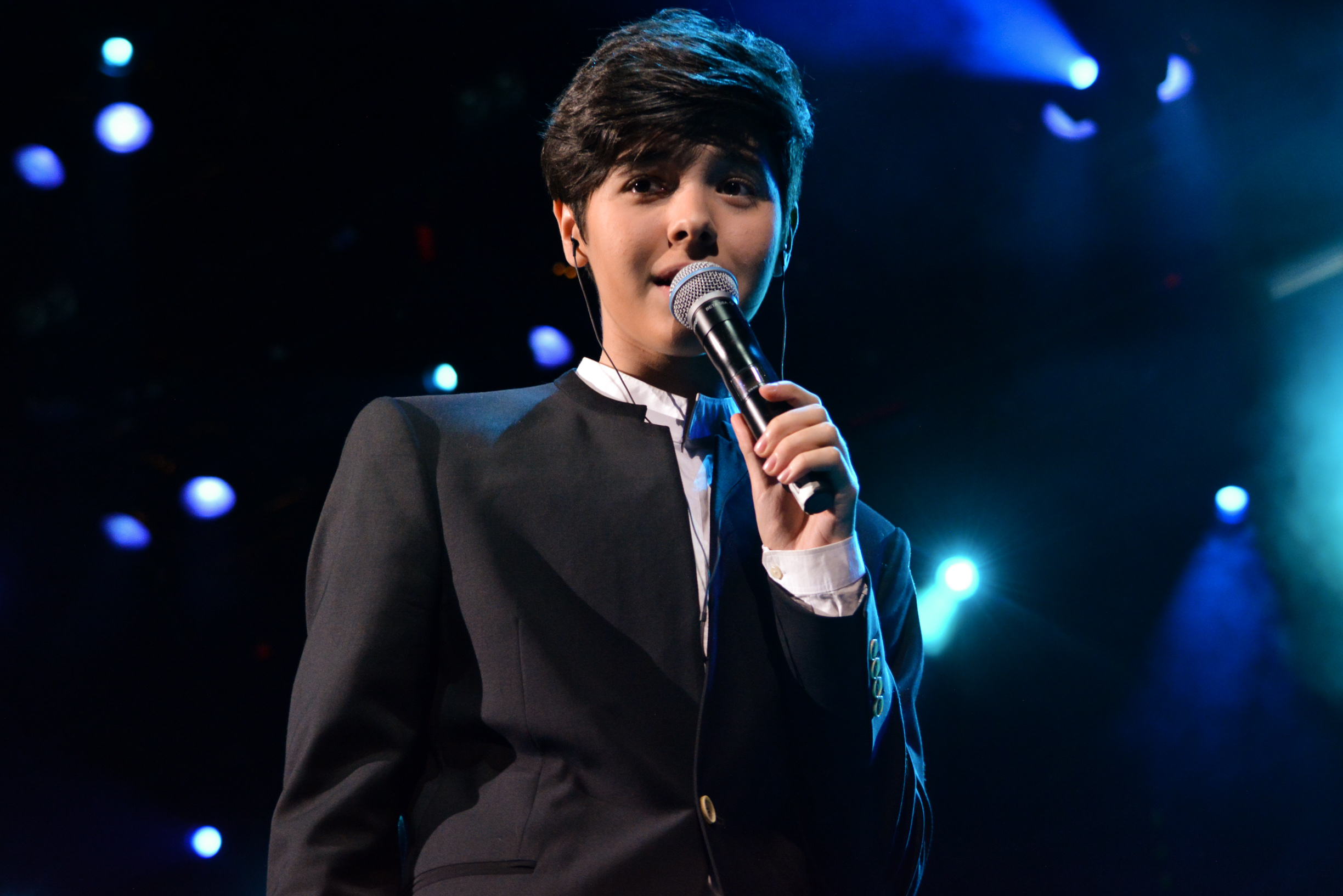
Durante una actuación en Golos.

Ya en el 2014 pasó a formar parte de la primera temporada del formato para niños del programa Golos ("The Voice Kids Rusia"), que es la versión rusa de La Voz. Dentro del programa su entrenador fue el famoso cantante Dima Bilán (ganador de Eurovisión 2008) y llegó a terminar como finalista.
Tras su paso por el programa, fue invitado a participar en el proyecto benéfico #Imagine de Unicef, en el cual junto a numerosos artistas internacionales versionó la canción "Imagine" de John Lennon. En 2015 lanzó los que fueron sus primeros sencillos: "Ready to fly" y "Slushay dozhd" y realizó sus primeras actuaciones promocionales acompañado por su propio grupo de baile llamado KrisKrew.
Después de todo su éxito en Rusia, como es de origen búlgaro, durante su estancia en el país decidió presentarse a las audiciones de la cuarta temporada de X Factor Bulgaria, en las cuales fue seleccionado.
Allí en el programa tras pasar por las diferentes etapas de los shows en vivo, fue elegido como finalista y en la gran final logró terminar como subcampeón de esa edición, siendo la ganadora Christiana Louizu.
El 7 de octubre de 2016 firmó un contrato con la discográfica Virginia Records y lanzó el sencillo "Ne si za men", que fue un gran éxito en las listas búlgaras. Sucesivamente ha ido lanzando sencillos como "Vdigam level" junto a Pavell & Venci Venc', que logró colocarse en el puesto número 1 durante 14 semanas seguidas y llegó a acumular más de 6 millones de reproducciones en YouTube.

### Festival de Eurovisión
El 13 de marzo de 2017, la Televisión Nacional de Bulgaria (BNT) confirmó la elección de Kóstov como representante de Bulgaria en el Festival de Eurovisión 2017, con la canción «Beautiful Mess». El videoclip oficial fue estrenado el 31 de marzo. El cantante se convirtió así en el primer representante en la historia del certamen que había nacido en la década de 2000.
Kóstov obtuvo la mejor posición conseguida por Bulgaria hasta la fecha, segundo lugar, con 615 puntos.